# Шейх Али-хан Кенгерли
Шейх Али-хан Кенгерли-Келбалиханов (азерб. Şeyxəli Xan Kəngərli-Kəlbəlixanov), (рожд. Нахичевань — ум. 1880, Ордубад) — наиб Ордубадской провинции Армянской области с 1827 по 1839 год, майор (1827), подполковник (1837).

## Биография
Происходил из племени Кенгерли, сын нахичеванского хана Келб Али-хана и брат Эхсан-хана Нахичеванского.
После ареста персами весной 1808 года вся его семья бежала в Карабах, к русским. Летом того же года он участвовал в походе отряда генерала Небольсина на Нахичевань. С отходом российских войск ушёл с ними, некоторые время проживал в Карабахе. После реабилитации отца бежал в Иран в 1809 году. В персидской армии имел чин сергенка (полковника). В бою 19—20 октября 1812 года у крепости Асландуз был захвачен в плен российским отрядом генерала Котляревского; выпущен главноначальствуюшим на Кавказе генералом Ртищевым под честное слово, с обещанием переселиться со всей семьёй в Российскую империю. После жил в Ордубаде. Во время второй русско-персидской войны оказал помощь российским войскам в захвате этого города.
Поэтому в 1827 году Керим-хан, разгневанный назначением Эхсан-хана и его брата Шейх Али-хана наместниками Нахичевани и Ордубада, отправился к Ордубадской крепости с трёхтысячным войском, чтобы отомстить. Он осадил крепость, где в это время находились Шейх Али-хан и Эхсан-хан, которых 1 августа спас из осады Муравьёв. После подписания 10 (22) февраля 1828 года Туркманчайского договора Керим-хан со своими войсками покинул Ордубад.

### Российское подданство
Шейх Али-хан и Эхсан-хан приняли российское подданство и поступили на военную службу. Граф Паскевич назначил Шейха Али в Ордубад, а Эхсан-хана — в Нахичевань.
Кроме всего прочего, Шейх Али-хан известен тем, что по его инициативе в 1831 году вышло в свет литературное издание (собрание, или сборник, или антология поэтов) «Арджумани-Шуара». Он также владел в Нахичевани общественной баней.
На тиульных правах ему были предоставлены имения в сёлах Джанкенд, Гярмячатах, Иткран, Дигин, Бузгау, Кюрадис, Огбун, Султан-бег (св. 1830). Также известно имение Шейх-Махмуд (пополам с неким Нафтуллой-ханом Карабахским) площадью 700 харваров (1 харвар соответствует площади, засеваемой одним харваром зерна, который в Нахичеванском уезде равен 25 пудам, а в других уездах Эриванской губернии — 30 пудам), из них 400 поливной земли, 1 мельница (св. 1831).
В 1839 году, после упразднения власти наибов, бежал в Иран. Все имения реквизированы в казну. Оставшиеся в Российской империи потомки в 1867 году приняли фамилию Кельбаяихановых (Келбалиханов).

### Наиб и полковник
В документах из архива, куда входят переписка, отчёты, заявления и т. д., касающиеся имущества и земельных владений, каменоломен, заводов и мануфактур, государственных налогов, говорится о потомках Шейх Али-хана. Известно, что в Ордубадской провинции в период нахождения на должности Шейх Али-хана и его сына Мамедсадык-аги развивались промышленность, сельское хозяйство и образование, делались попытки открыть новые фабрики, заводы, каменоломни.
По сведениям В. Зелинского, в Ордубадском уезде в 1873 году действовало 26 шёлковых фабрик: в Ордубаде 14, в Юхары-Айлисе 8, в Вананде, Нуснусе и Ашагы-Айлисе — по 4. Многие из этих фабрик принадлежали Калбалихановым. На них работали 163 мастера, 262 ученика и 29 рабочих; согласно отчёту, в Ордубадском районе произведено более 200 единиц шёлка на общую сумму 40 тысяч манатов (в серебряных деньгах). В архиве были обнаружены очень интересные, важные для истории документы о старшем сыне Шейх Али-хана — штабс-капитане Мамедсадык-аге Калбалиханове и его сыне поручике Мамед-хане Калбалиханове.

## Потомки
Известен один сын Шейх Али-хана — Мамедсадык-ага Калбалиханов, и трое его детей: Мамед-хан, Хаджи Тимур (Теймур) и Мина-бегюм Калбалихановы.

## О нём
Азербайджанский поэт XIX века Андалиб Караджадаги вспоминал его в стихотворении «Похвала Ордубаду», говоря о его благородстве и храбрости:
Yoxdu Kəngərli kimi mərdi-şücaət, nə deyim,
Görmədim bir belə sultani-ədalət, nə deyim.
Sahibi-təblü ələm, özgə qiyamət, nə deyim.